# Acheta
Acheta is een geslacht van rechtvleugeligen uit de familie krekels (Gryllidae). De wetenschappelijke naam van dit geslacht is voor het eerst geldig gepubliceerd in 1775 door Fabricius.

## Soorten
Het geslacht Acheta omvat de volgende soorten:
- Acheta angustiuscula Gorochov, 1993
- Acheta arabica Gorochov, 1993
- Acheta brevipennis Chopard, 1963
- Acheta chudeaui Chopard, 1927
- Acheta confalonierii Capra, 1929
- Acheta domesticus Linnaeus, 1758
- Acheta gossypii Costa, 1855
- Acheta hispanicus Rambur, 1838
- Acheta latiuscula Gorochov, 1993
- Acheta meridionalis Uvarov, 1921
- Acheta pachycephalus Karsch, 1893
- Acheta rufopictus Uvarov, 1957
- Acheta svatoshi Gorochov, 1988
- Acheta turcomana Gorochov, 1978
- Acheta turcomanoides Gorochov, 1993